# قرار مجلس الأمن التابع للأمم المتحدة رقم 1269
قرار مجلس الأمن التابع للأمم المتحدة رقم 1269، المتخذ بالإجماع في 19 أكتوبر / تشرين الأول 1999، بعد الإعراب عن قلقه إزاء تزايد عدد أعمال الإرهاب الدولي، أدان المجلس الهجمات الإرهابية ودعا الدول إلى التنفيذ الكامل لاتفاقيات مكافحة الإرهاب. كانت هذه هي المرة الأولى التي يتصدى فيها مجلس الأمن للإرهاب بشكل عام، على الرغم من أنه لم يحدد ما يشكل الإرهاب.

## القرار

### أعمال
وبموجب الفصل السادس من ميثاق الأمم المتحدة، أدان القرار بشكل قاطع جميع أعمال الإرهاب في جميع أنحاء العالم باعتبارها أعمالا إجرامية وغير مبررة بغض النظر عن الظروف التي ارتكبت فيها هذه الأعمال. تمت دعوة جميع البلدان إلى تنفيذ الاتفاقيات الدولية لمكافحة الإرهاب؛ الدول التي لم تعتمد مثل هذه الإجراءات تم حثها على القيام بذلك على الفور. وأكد المجلس أن الأمم المتحدة قامت بدور حيوي في تعزيز التعاون الدولي في مكافحة الإرهاب.
تم حث جميع البلدان على اتخاذ الخطوات التالية:
(أ) التعاون فيما بينها من خلال اتفاقيات متبادلة لمنع الأعمال الإرهابية وملاحقة الجناة؛
(ب) منع ووقف التحضير للأعمال الإرهابية وتمويلها بجميع الوسائل القانونية الممكنة؛
(ج) رفض توفير الملاذ الآمن لمن يرتكبون أعمالاً إرهابية من خلال الملاحقة القضائية وتسليم المجرمين؛
(د) التأكد من أن طالبي اللجوء ليسوا إرهابيين قبل منحهم وضع اللاجئ من خلال التدابير المناسبة؛
(هـ) المشاركة في تبادل المعلومات والتعاون القضائي لمنع الأعمال الإرهابية.
وطُلب من الأمين العام كوفي أنان أن يولي اهتماما وثيقا بضرورة منع التهديدات التي يتعرض لها الأمن الدولي نتيجة للأعمال الإرهابية. وأخيرا، أعرب المجلس عن استعداده لاتخاذ مزيد من الإجراءات لمواجهة التهديدات الإرهابية.

## روابط خارجية
- نص القرار في undocs.org